# 浅草国技館
浅草国技館（あさくさこくぎかん、旧字体：淺草國技館）は、東京府東京市浅草区（現・東京都台東区浅草）にかつて存在した、相撲の興行のための施設。1912年（明治45年）に開館し、両国国技館に対して「第二国技館」とも呼ばれた。建物はのちに改装され、劇場「遊楽館」、のちに「吾妻座」となったが、1920年（大正9年）に焼失した。本項では劇場時代についても併せて解説する。

## 施設
設計は辰野金吾と葛西萬司によって行われた。「辰野葛西設計事務所」とする資料もある。施工は遠藤組、あるいは遠藤君藏。
本館はサラセニック様式の木造建築（漆喰塗）で、4階建てである。「浅草国技館及附属家」の建坪は416.9坪。建築費用は25万円。間口22間、奥行き18間。正面の円柱までの高さは85尺。エレベーターのほか、5ヶ所の階段があった。入口は正面と左右の三つが設けられ、4層の観覧席は全て桟敷となっている。収容人数は12,000人。土俵は4間半四方。南に面して、少し奥まったところに貴賓席があり、「その装飾の美は実に眩い程である」とされた。地下室には売店があった。3、4階からは東京市内を一望することができ、眼下には隅田川があり、更には富士山、筑波山、房総の山々も眺めることができた。
本館の西隣には、16間四面の2階建ての「力士養成場」が併設されており、これは「下部は方形、上部は円形。古代の建築法に則り、丸太組で、柱は地中から樹てられ、一本の釘も用ゐてない」という建築物だった。観客8,000人を収容することができた。大祭日や休日などには、身体を鍛錬することを目的とする、軍人や学生の入場も受け付けていた。これは、「由来力士は放縦に流れ易く、根が無教育の血気者なれば他の刺戟無き儘に識らず知らず浮華軽佻に流れ、堕落の深淵に沈む」ことを危惧し、一般青年との競争によって刺激を与えることのほか、「無気力の青年に対しては不潔なる魔窟入りを防止して完全なる体育遊戯に導かん」との目的もあった。
また、貴賓を招請する際に使用する「貴賓館」も併設されており、これはジャーマンセレクション式の3階建てで、坪数60坪、1階は日本風、2階は西洋風、3階は120畳の大広間となっていた。
本館・貴賓館・力士養成場の中央には庭園があった。また浅草国技館には「公共的事業」として、150尺以上の蒸気ポンプが3台設置されていた。また力士宿泊所、消防夫宿直所、茶屋などがあった。全ての建物の坪数は1,600坪で、総工費は160万円であった。

## 沿革

### 計画・建設
浅草国技館は、山中 龜太郎（やまなか かめたろう、元治元年5月10日〈1864年6月13日〉 - 没年不詳）の計画によって建設された。山中は伊勢国神戸出身で、若い頃に上京して起業を志し、様々な事業に手を出したがいずれも上手くいかず、失敗を重ねていた。また山中は生来より、相撲に非常に興味を持っており、大相撲の場所を見過ごしたことはないほどだったとされる。しかし相撲が盛んになる一方で、徴兵統計から国民の体力が減衰しつつあることを指摘し、「如斯国民の体力が貧弱に失しては将来国家の消長にも影響」することを憂いていた。更に、両国に国技館が開設されたことにも影響を受け、「奮然国民の体力を挽回すべく、又一面には国粋保存として武士道の衰退をも防止すべく、社会事業として第二の国技舘建設を思ひ立ちたる」に至った。北村博愛も、浅草国技館建設の目的を「わが相撲道を今後いよ／＼発展させ、隆盛に趣かしめ、兼ねては、青年力士を養成し併せて武士道を奨励するのを以て目的とするのである」としている。
立地に浅草公園が選ばれた理由としては、多くの人が集まる場であるということのほか、「東京在住の学生軍人其の他の職工労働者は日曜大祭日を期して浅草公園に入りて不良遊淫に耽けると云ふが如きは畢竟完全な歓楽場の無きために、公園の不潔は日を追ふて深きに入り、公然一廓の伏魔殿を築きて治外法権国を為してゐる」という実情もあった。山中は「国粋保存の武士道鼓吹と共に都会青年の風紀を改善すべく、（中略）殊更に大魔窟地を撰んで」敷地とし、この際には70数戸を退去させたという。
前述の通り設計を請け負った辰野金吾は、両国国技館、名古屋国技館、そして実際には建設されなかった横浜の国技館の設計を請け負っていた。浅草国技館の設計は、建設されなかったこの横浜相撲常設館のものを流用し、一部変更して建設されたものともされる。藤森照信は辰野が設計を担当した理由について、「彼が建築界の設計の第一人者であったという以上に、建築界の相撲の第一人者であったという事情によっていたと思われる」とし、学生時代から辰野が相撲好きで、自宅に土俵を作ったり、息子を相撲部屋に通わせたりもしていたことを紹介している。また、辰野は浅草国技館以前にも、イスラーム建築という「やや怪訝なスタイル」の様式で両国国技館を設計していたが、藤森はその理由については不明であるとしつつ、当時の建築家にとってはイスラムだけでなく、アジア・ヨーロッパなどのあらゆる建築様式は「いわば、池泉回遊式の日本庭園に植えられた名種の植木や銘石のごときものであり、面積の広がりの中に等価値で置かれており、前後優劣はなく、その場その場で出くわしてゆく」といったものであったとしている。
サラセニック様式については、当時エジプトの特許権が厳重で、他国の模倣を容易には許されなかったところを、辰野が交渉してようやく同意を得ることができたとされる。また前述の通りエレベーターが設けられていたが、これは20人が乗ることのできる大箱で、アメリカへ注文を行った際には、相手の会社から「未だ曾て二十人乗のヱレベーターは世界中何れの国からも注文を受けた事は無い」として、間違いではないかとの電報が送られてきたが、設計が辰野であると聞き初めて信用されたという。建物の竣工は1911年（明治44年）1月とされる。
開館日は、1912年（明治45年）2月5日。この開館式の日は午前4時より清雄寺住職の御牧原周が法華経で供養を行い、午前9時に立行司の木村庄之助、脇行司の錦之助竹次郎により土俵祭が執り行われた。開館式は正午から数千人の来賓を案内し、午後1時から開会。山中が挨拶をし、祝詞祝文は東京府知事の阿部浩、東京市長の尾崎行雄、鈴木充美などから寄せられた。その後、余興の勝負が行われ、その後立食場での饗応が行われて、午後6時に解散した。
浅草国技館会館によって、浅草六区は一時的に相撲ブームに湧いたが、結果的に本場所がここで開催されることはなかった。『台東区史』では、「浅草国技館は二、三場所でつぶれ、活人形の見世物などをしていた」としている。

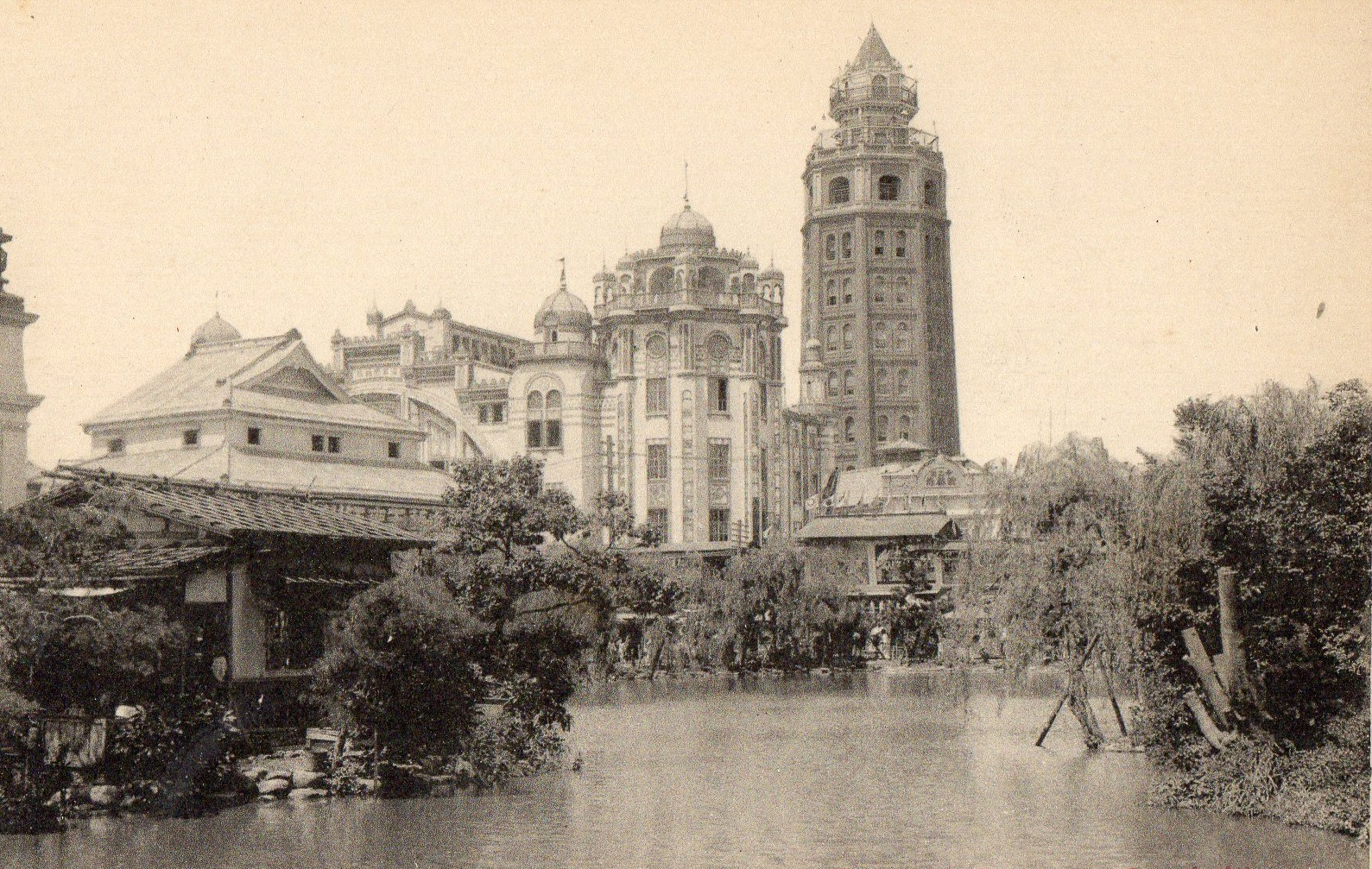
瓢簞池より望む。右側は凌雲閣（時期不明）

### 劇場へ改装
『日活四十年史』によれば、1913年（大正2年）3月9日、浅草国技館は日活に買収され、「遊楽館」と改称された上で、翌1914年（大正3年）4月1日に開館した。一部資料では買収日を1913年（大正2年）4月とするなど混乱が見られるが、この経緯について『台東区史』では、1912年（明治45年）に日活が設立した会社「M・パテー」が買収し、1913年（大正2年）3月9日より日活に帰属してのち、翌1914年（大正3年）に「遊楽館」と改称されたとしている。
当時日活は経営が苦しく、東京銀行へ借金を申し込んでいたが、東京銀行は山中へ金を貸していたところ、浅草国技館が64万円の抵当流れとなって銀行の所有となっていたため、「若し国技館を引取つて呉れゝば百万円貸しても好い」と銀行側から申し出があったとされる。こうして日活は現金で36万円、浅草国技館を64万円として借りることとなった。更に1917年（大正6年）9月には、遊楽館は「吾妻座」と改称されている。
1920年（大正9年）3月1日、午前8時10分に吾妻座の2階から出火し、出方が発見した際には、既に場内一面に燃え広がっていた。第五消防署日本堤浅草橋分遣所が自助車ポンプで消火に当たったが、火勢が強く、隣接している凌雲閣（十二階）も一時的に危険に晒されるほどであった。午前10時半にようやく鎮火したが、建物はほぼ全焼した。この火災では、見物客の18歳女性が煙に巻かれて焼死したほか、消防手や下足番など複数名が打撲や挫折などの負傷をしている。
原因は調査の結果、2階の澤村訥子の楽屋にあった行灯の火が、蒲団に燃え移ったためであることが判明。これを受けて日活は実際の運営を行っていた松竹に対し、火災に伴う60万円の損害賠償を請求して提訴。この裁判は失火による貸家焼失の場合、借家人に責任があるか否かの判例となるものとして、一般にも注目を集めた。
係争は9年に及んだが、1928年（昭和3年）に東京控訴院民事部の控訴裁判で判決が下され、「事件は当時同座出演俳優の過失に依るものにして、雇人なる俳優の過失は主人なる松竹の負担すべきものとす」との理由により、松竹側が敗訴することとなった。その後、1930年（昭和5年）11月10日に示談が成立し、松竹から日活へ、請求額の1割となる6万円を支払うことによって、11年間に渡る訴訟は終結した。
跡地にはその後「昭和座」が建てられ、1966年（昭和41年）時点では「浅草東映」となっている。